# Arilje
Arilje (izvirno srbsko Ариље) je naselje v Srbiji, ki je središče istoimenske občine; slednja pa je del Zlatiborskega upravnega okraja.

## Demografija
V naselju živi 5084 polnoletnih prebivalcev, pri čemer je njihova povprečna starost 35,2 let (34,3 pri moških in 36,0 pri ženskah). Naselje ima 2161 gospodinjstev, pri čemer je povprečno število članov na gospodinjstvo 3,12.
To naselje je, glede na rezultate popisa iz leta 2002, skoraj popolnoma srbsko.
|  |

| Demografija | Demografija     | Demografija     |
| Leto        | Št. prebivalcev | Št. prebivalcev |
| ----------- | --------------- | --------------- |
|             |                 |                 |
|             |                 |                 |
|             |                 |                 |
|             |                 |                 |
| 1948        | 785             |                 |
| 1953        | 1006            |                 |
| 1961        | 1328            |                 |
| 1971        | 3164            |                 |
| 1981        | 4982            |                 |
| 1991        | 6074            | 6025            |
| 2002        | 6815            | 6744            |
|             |                 |                 |

| Etnična sestava po popisu iz leta 2002 | Etnična sestava po popisu iz leta 2002 | Etnična sestava po popisu iz leta 2002 | Etnična sestava po popisu iz leta 2002 | Etnična sestava po popisu iz leta 2002 |
| -------------------------------------- | -------------------------------------- | -------------------------------------- | -------------------------------------- | -------------------------------------- |
| Srbi                                   | Srbi                                   |                                        | 6.600                                  | 97,86%                                 |
| Romi                                   | Romi                                   |                                        | 55                                     | 0,81%                                  |
| Črnogorci                              | Črnogorci                              |                                        | 22                                     | 0,32%                                  |
| Jugoslovani                            | Jugoslovani                            |                                        | 15                                     | 0,22%                                  |
| Hrvati                                 | Hrvati                                 |                                        | 5                                      | 0,07%                                  |
| Muslimani                              | Muslimani                              |                                        | 5                                      | 0,07%                                  |
| Goranci                                | Goranci                                |                                        | 5                                      | 0,07%                                  |
| Rusi                                   | Rusi                                   |                                        | 4                                      | 0,05%                                  |
| Ukrajinci                              | Ukrajinci                              |                                        | 2                                      | 0,02%                                  |
| Slovenci                               | Slovenci                               |                                        | 2                                      | 0,02%                                  |
| Madžari                                | Madžari                                |                                        | 2                                      | 0,02%                                  |
| Makedonci                              | Makedonci                              |                                        | 2                                      | 0,02%                                  |
| Bolgari                                | Bolgari                                |                                        | 2                                      | 0,02%                                  |
| Slovaki                                | Slovaki                                |                                        | 1                                      | 0,01%                                  |
| Neznano                                | Neznano                                |                                        | 2                                      | 0,02%                                  |